# Pottum
Pottum település Németországban, Rajna-vidék-Pfalz tartományban. Lakosainak száma 1009 fő (2023. december 31.).

## Népesség
A település népességének változása:
| Lakosok száma | 934  | 1002 | 1050 | 1022 | 1017 | 1009 |
|               | 1975 | 2017 | 2019 | 2021 | 2022 | 2023 |